# Стефан Гіварш
Стефа́н Гіва́рш (фр. Stéphane Guivarc'h, * 6 вересня 1970, Конкарно) — французький футболіст, нападник.
Насамперед відомий виступами за клуби «Осер», «Ренн» та «Рейнджерс», а також національну збірну Франції.
Чемпіон Франції. Володар Кубка Франції. Чемпіон Шотландії. Володар Кубка Шотландії. У складі збірної — чемпіон світу.

## Клубна кар'єра
У дорослому футболі дебютував 1989 року виступами за команду клубу «Брест», в якій провів два сезони, взявши участь у 14 матчах чемпіонату.
Своєю грою за цю команду привернув увагу представників тренерського штабу клубу «Генгам», до складу якого приєднався 1991 року. Відіграв за команду з Генгама наступні чотири сезони своєї ігрової кар'єри. Більшість часу, проведеного у складі «Генгама», був основним гравцем атакувальної ланки команди. У складі «Генгама» був одним з головних бомбардирів команди, маючи середню результативність на рівні 0,62 голу за гру першості.
Протягом 1995—1996 років захищав кольори команди клубу «Осер». Протягом цих років виборов титул чемпіона Франції, ставав володарем Кубка Франції.
1996 року уклав контракт з клубом «Ренн», у складі якого провів наступні один рік своєї кар'єри гравця. Граючи у складі «Ренна» також здебільшого виходив на поле в основному складі команди. В новому клубі був серед найкращих голеодорів, відзначаючись забитим голом в середньому двічі за кожні три грі чемпіонату.
Згодом з 1997 по 1998 рік грав у складі команд клубів «Осер» та «Ньюкасл Юнайтед».
З 1998 року один сезон захищав кольори команди клубу «Рейнджерс». І в цій команді продовжував регулярно забивати, в середньому 0,36 раза за кожен матч чемпіонату.
Протягом 1999—2001 років знову захищав кольори команди клубу «Осер».
Завершив професійну ігрову кар'єру у нижчоліговому клубі «Генгам», у складі якого вже виступав раніше. Прийшов до команди 2001 року, захищав її кольори до припинення виступів на професійному рівні у 2002.

## Виступи за збірну
1997 року дебютував в офіційних матчах у складі національної збірної Франції. Протягом кар'єри у національній команді, яка тривала усього 3 роки, провів у формі головної команди країни 14 матчів, забивши 1 гол. У складі збірної був учасником чемпіонату світу 1998 року у Франції, здобувши того року титул чемпіона світу.

## Титули і досягнення
- Чемпіон Франції (1):

«Осер»: 1995-96
- Володар Кубка Франції (1):

«Осер»: 1995-96
- Чемпіон Шотландії (1):

«Рейнджерс»: 1998-99
- Володар Кубка Шотландії (1):

«Рейнджерс»: 1998-99
- Володар Кубка шотландської ліги (1):

«Рейнджерс»: 1998-99
Збірні
- Чемпіон світу (1): 1998

Особисті
- Найкращий бомбардир Чемпіонату Франції (2):

«Ренн»: 1996-97
«Осер»: 1997-98